# Upogebia kempi
Upogebia kempi is een tienpotigensoort uit de familie van de Upogebiidae. De wetenschappelijke naam van de soort is voor het eerst geldig gepubliceerd in 1967 door Shenoy.